# Dryadoblatta
Dryadoblatta är ett släkte av kackerlackor. Dryadoblatta ingår i familjen jättekackerlackor.
Kladogram enligt Catalogue of Life:
| Dryadoblatta | \| \| Dryadoblatta mira \| \| \| \| \| \| Dryadoblatta scotti \| \| \| \| |
|              | \| \| Dryadoblatta mira \| \| \| \| \| \| Dryadoblatta scotti \| \| \| \| |
|              | Dryadoblatta mira                                                         |
|              |                                                                           |
|              | Dryadoblatta scotti                                                       |
|              |                                                                           |